# NGC 7666
NGC 7666 est une entrée du New General Catalogue qui concerne un corps céleste perdu ou inexistant dans la constellation du Verseau. Cet objet a été enregistré par l'astronome italien Gaspare Stanislao Ferrari (it) en 1865